# Limeum katangense
Limeum katangense är en tvåhjärtbladig växtart som beskrevs av Lucien Leon Hauman. Limeum katangense ingår i släktet Limeum och familjen Limeaceae. Inga underarter finns listade i Catalogue of Life.